# 高生福
高生福（1168年—1236年），是13世纪大理国点蒼山蓮花峰芒湧溪人氏，高升祥的玄孙。

## 生平
高生福年轻时抱负高远，但是身逢多事之秋，离乱之世，到夷山即今之易门县隐居十六年，后来回到朝中。仁寿四年（1236年）十月廿三日，六十九岁时，在德江城中病死。大理皇帝段智祥封赠高生福为忠节克明果行义帝。

## 墓志发现
1934年楚雄中学学生张建国在楚雄北门外莲花池发现一截石塔。石塔上有碑盖，下有碑座，长有1.25米，中段四面环刻碑文，即高生福墓志铭碑。碑面高达0.5米，前后两面各宽0.5米，左右两面各宽0.22米，四面刻字38行，每行13字，共590余字。后经张希鲁、李士厚、方国瑜等作过考证。1953年，高生福墓志铭碑被移至云南省博物馆珍藏。

## 家族

### 曾祖父
- 高祥坚

### 祖父
- 高坚成

### 父亲
- 高成生